# Адрієн Діпанда
Адрієн Діпанда (фр. Adrien Dipanda, нар. 3 травня 1988) — французький гандболіст, срібний призер Олімпійських ігор 2016 року, чемпіон світу.

## Виступи на Олімпіадах
| Олімпіада           | Дисципліна | Місце |
| ------------------- | ---------- | ----- |
| Ріо-де-Жанейро 2016 | гандбол    | 2     |